# Bockhorn (Alsó-Szászország)
Bockhorn település Németországban, azon belül Alsó-Szászország tartományban. Lakosainak száma 9019 fő (2023. december 31.). Bockhorn Zetel, Varel és Westerstede községekkel határos.

## Népesség
A település népességének változása:
| Lakosok száma | 8484 | 8719 | 8810 | 8821 | 8991 | 9035 | 9019 |
|               | 2014 | 2016 | 2017 | 2019 | 2021 | 2022 | 2023 |